# Imre Makovecz
Imre Makovecz (20 de novembro de 1935 - 27 de setembro de 2011), foi um arquiteto húngaro, ativo na Europa desde os anos 1950.
Makovecz nasceu e morreu em Budapeste. Foi um dos mais importantes representantes da arquitetura orgânica. Acreditava que os edifícios deveriam ser construídos de forma a integrar-se na paisagem. Frank Lloyd Wright e Rudolf Steiner foram grandes influências para sua obra, assim como a arte tradicional húngara.

## Galeria

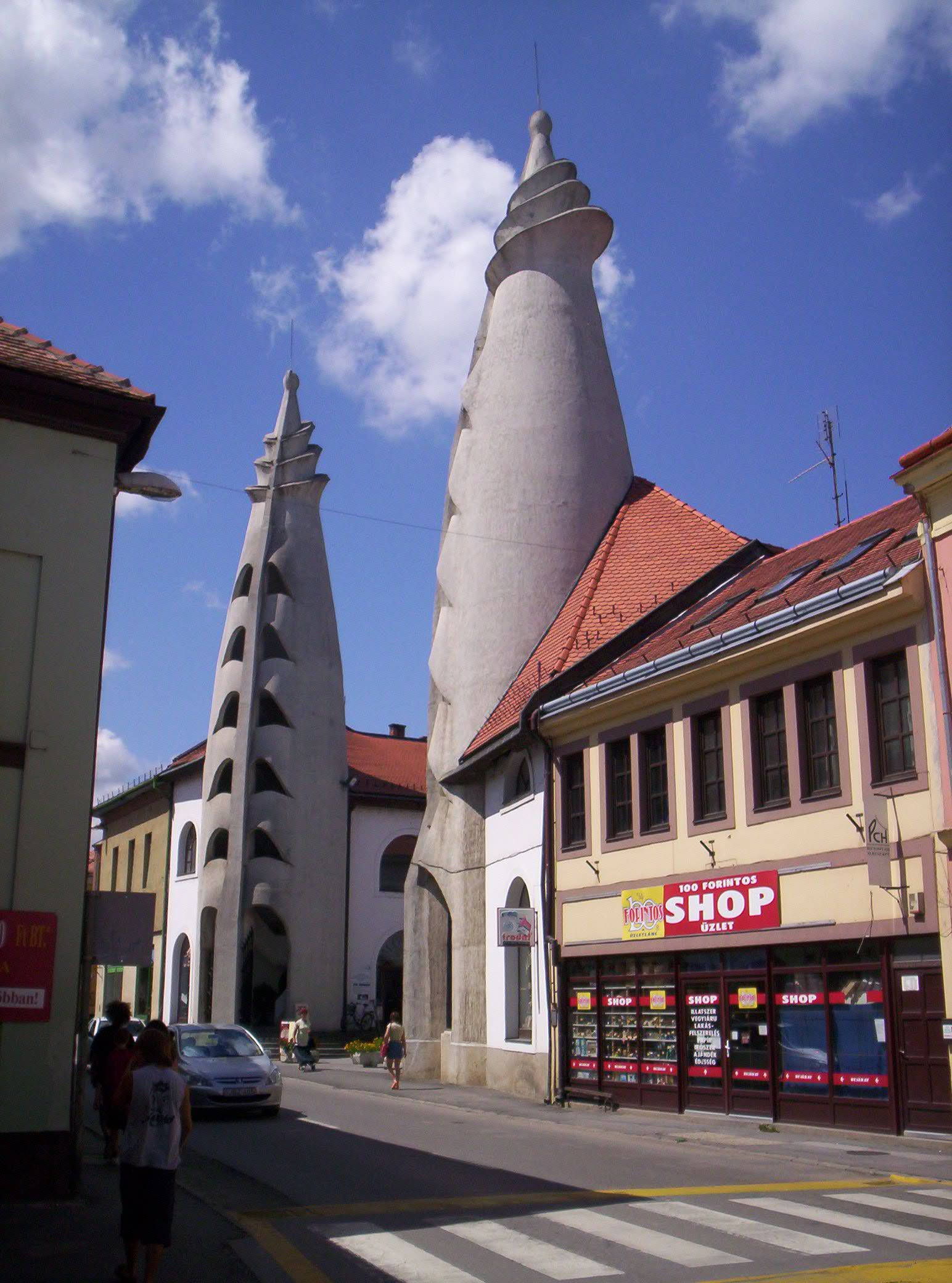
Cultural Centre, Szigetvár,  (1985)
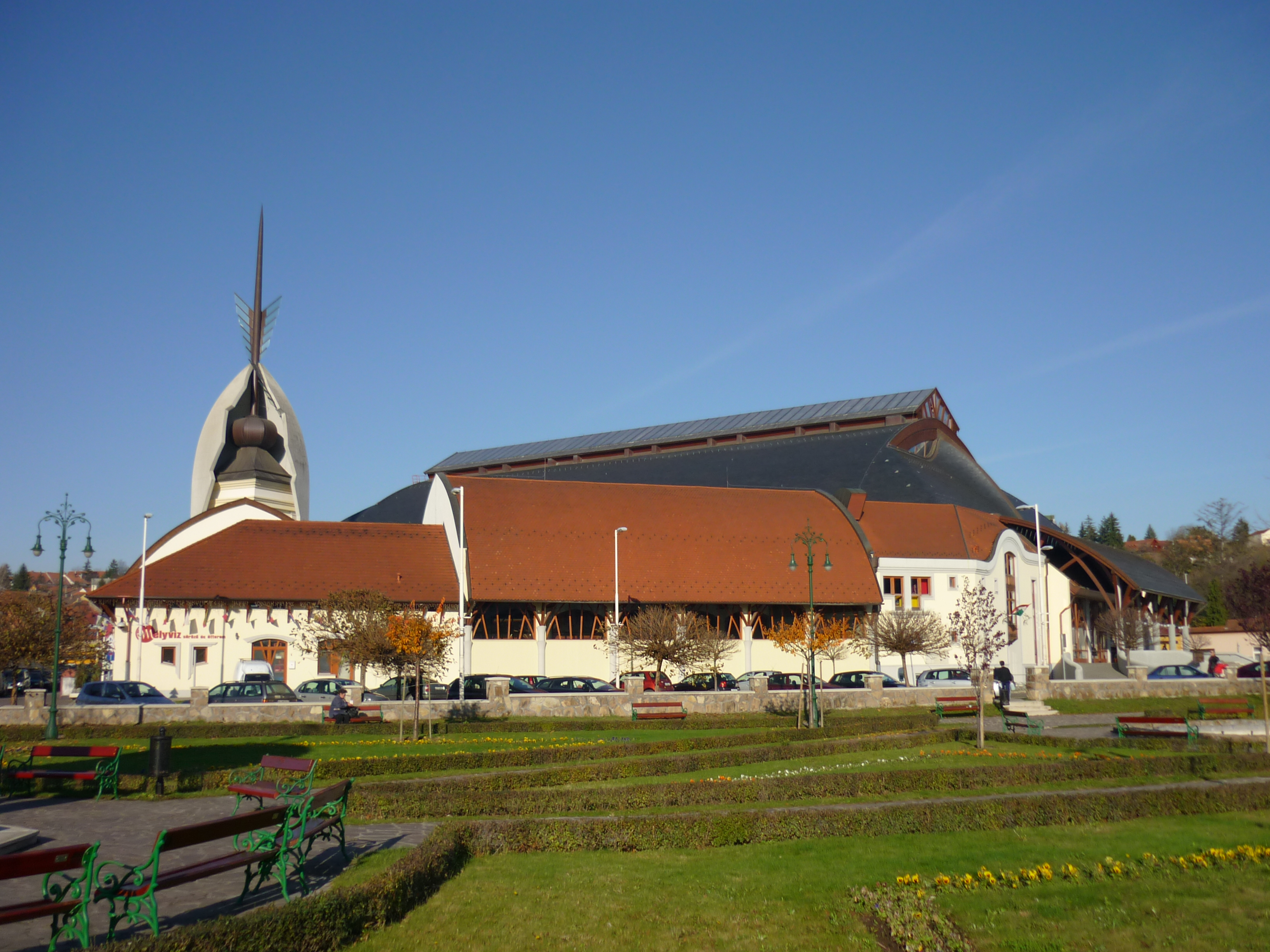
Swimming Pool, Eger, (1993)
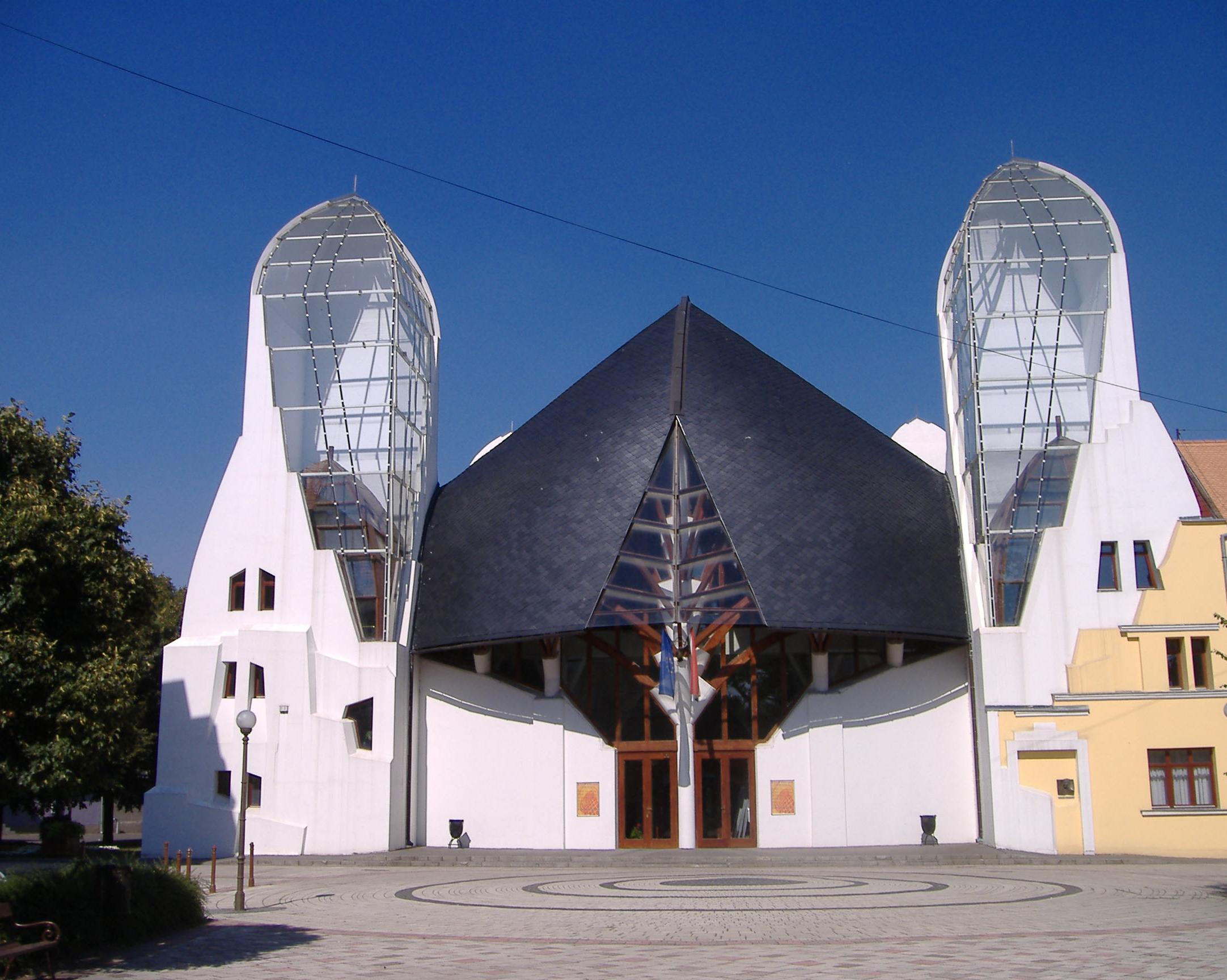
OnionHouse Theatre, Makó (1995)
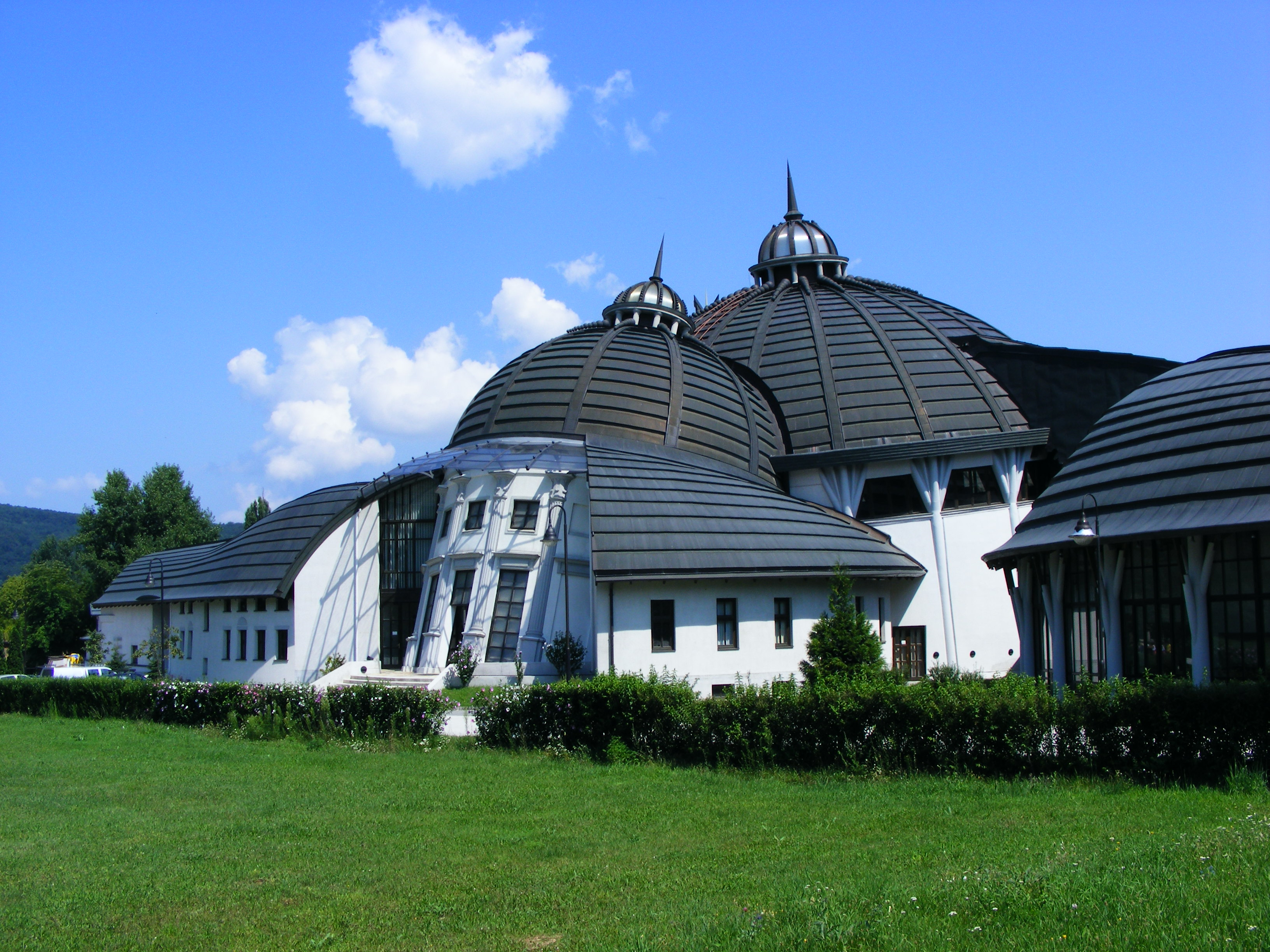
Stephaneum, Piliscsaba, (1995)
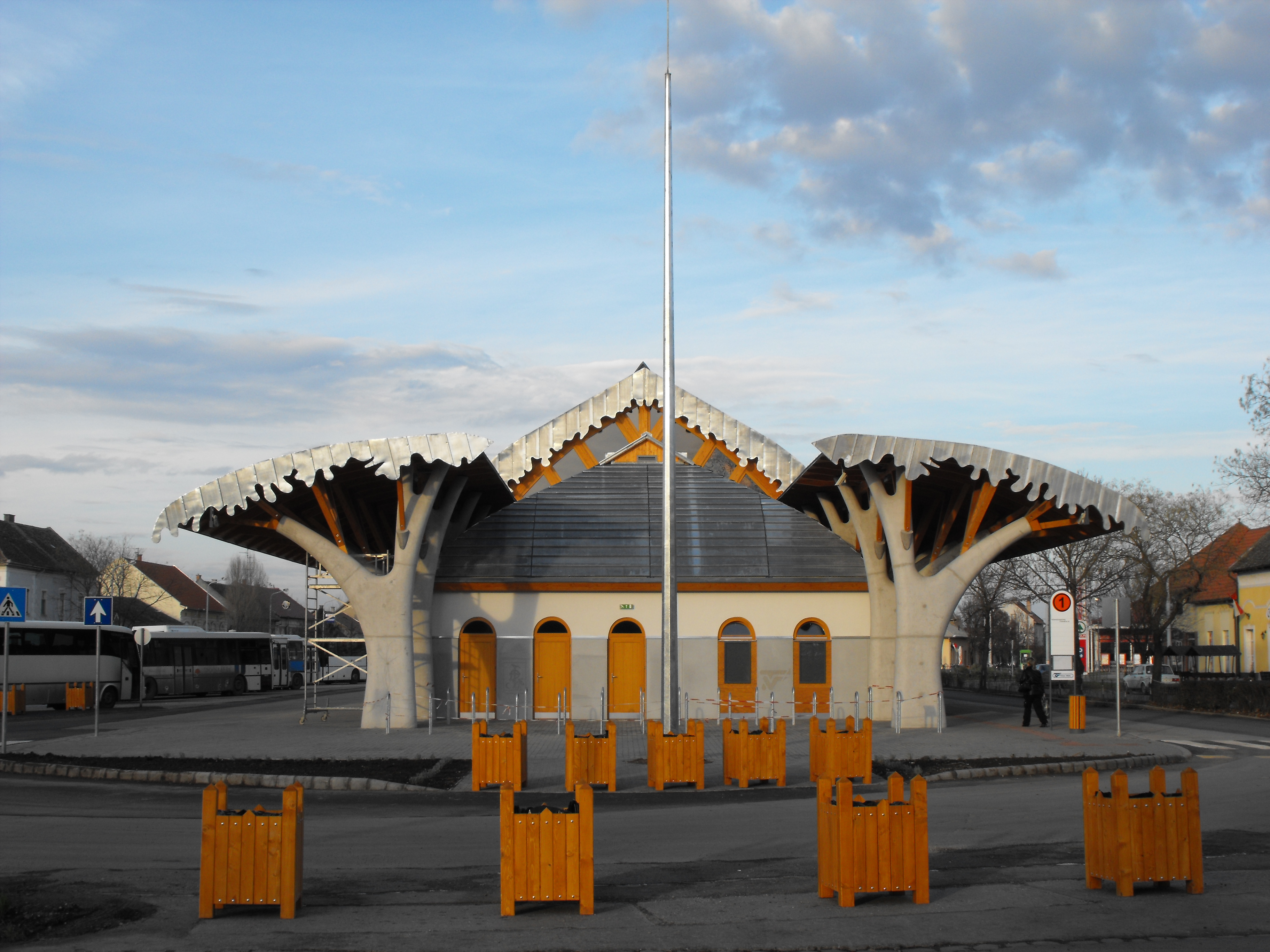
Bus terminal, Makó (2010)